# 黃埔新邨

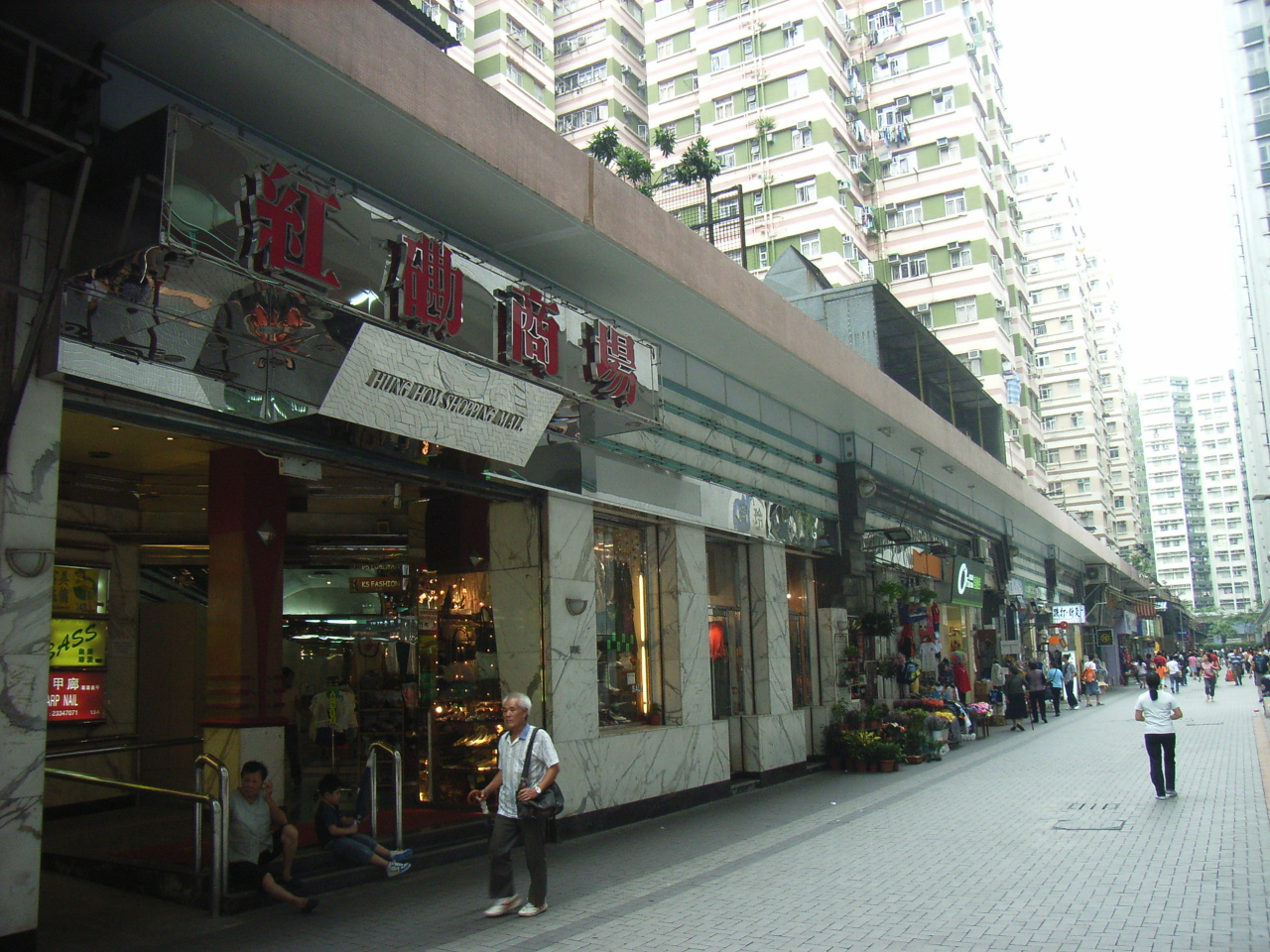
黃埔新邨內的紅磡商場

黃埔新邨（英語：Whampoa Estate）位於香港九龍紅磡黃埔，鄰近黃埔花園，是香港早期的私人屋苑之一，吸引不少中產階級人士居住，亦有不少日本及韓國駐港工作的家庭租住，更曾為紅磡區內單位售價最昂貴的住宅。分4期發展，共25座大廈，於1976年至1978年期間落成，發展商為和記黃埔和大昌地產為首財團，以「城都地產有限公司」發展本項目 (City & Urban Properties Limited)。
黃埔新邨鄰近有德民街、民泰街、紅磡道等。專線小巴6A線（黃埔新邨至尖沙咀廣東道）以該地為總站，此外，還有多條巴士線途經此區。

## 歷史
黃埔新邨土地原為黃埔船塢一部份，1970年代初期被重新發展。由於屋苑在當區是最早期發展的項目，而黃埔花園尚末落成，所以當年部份單位更可遠眺維多利亞港，更曾為紅磡區內單位售價最昂貴的住宅，直至1985年黃埔花園的出現才有所改變。

## 大廈名稱
黃埔新邨共有25座大廈，村內的每期大廈都以富（第四期）、貴（第一期）、榮（第三期）、華（第二期）來命名。單位建築面積由450尺至650尺之間。頂層多被機房噪音問題影響。
| 期數   | 樓宇名稱     | 落成年份 | 平均單位大小／備註                                                                                              |
| ------ | ------------ | -------- | --- |
| 第一期 | A座 - 永貴樓 | 1976年   | 各單位面積只有520尺和620尺的單位 1、4、5和8的單位：620尺；2、3、6和7的單位：520尺                               |
| 第一期 | B座 - 遠貴樓 | 1976年   | 各單位面積只有520尺和620尺的單位 1、4、5和8的單位：620尺；2、3、6和7的單位：520尺                               |
| 第一期 | C座 - 安貴樓 | 1976年   | 各單位面積只有520尺和620尺的單位 1、4、5和8的單位：620尺；2、3、6和7的單位：520尺                               |
| 第一期 | D座 - 樂貴樓 | 1976年   | 各單位面積只有520尺和620尺的單位 1、4、5和8的單位：620尺；2、3、6和7的單位：520尺                               |
| 第一期 | E座 - 佳貴樓 | 1976年   | 各單位面積只有520尺和620尺的單位 1、4、5和8的單位：620尺；2、3、6和7的單位：520尺                               |
| 第二期 | F座 - 永華樓 | 1977年   | 各單位面積只有520尺和620尺的單位 1、4、5和8的單位：620尺；2、3、6和7的單位：520尺                               |
| 第二期 | G座 - 遠華樓 | 1977年   | 各單位面積只有520尺和620尺的單位 1、4、5和8的單位：620尺；2、3、6和7的單位：520尺                               |
| 第二期 | H座 - 安華樓 | 1977年   | 各單位面積只有520尺和620尺的單位 1、4、5和8的單位：620尺；2、3、6和7的單位：520尺                               |
| 第二期 | I座 - 樂華樓 | 1977年   | 各單位面積只有520尺和620尺的單位 1、4、5和8的單位：620尺；2、3、6和7的單位：520尺                               |
| 第三期 | J座 - 永榮樓 | 1977年   | 各單位面積只有550尺的單位 當中除了J座（永榮樓）和M座（樂榮樓）的第四個單位有較小的520尺面積                     |
| 第三期 | K座 - 遠榮樓 | 1977年   | 各單位面積只有550尺的單位 當中除了J座（永榮樓）和M座（樂榮樓）的第四個單位有較小的520尺面積                     |
| 第三期 | L座 - 安榮樓 | 1977年   | 各單位面積只有550尺的單位 當中除了J座（永榮樓）和M座（樂榮樓）的第四個單位有較小的520尺面積                     |
| 第三期 | M座 - 樂榮樓 | 1977年   | 各單位面積只有550尺的單位 當中除了J座（永榮樓）和M座（樂榮樓）的第四個單位有較小的520尺面積                     |
| 第三期 | N座 - 佳榮樓 | 1977年   | 各單位面積只有550尺的單位 當中除了J座（永榮樓）和M座（樂榮樓）的第四個單位有較小的520尺面積                     |
| 第三期 | P座 - 景榮樓 | 1977年   | 各單位面積只有550尺的單位 當中除了J座（永榮樓）和M座（樂榮樓）的第四個單位有較小的520尺面積                     |
| 第三期 | Q座 - 可榮樓 | 1977年   | 各單位面積只有550尺的單位 當中除了J座（永榮樓）和M座（樂榮樓）的第四個單位有較小的520尺面積                     |
| 第四期 | R座 - 永富樓 | 1977年   | 各單位面積只有的450尺和650尺的單位 全村最大和最小的單位都在這一期（2、3、6和5的單位：450尺；1和4的單位：650尺） |
| 第四期 | S座 - 遠富樓 | 1977年   | 各單位面積只有的450尺和650尺的單位 全村最大和最小的單位都在這一期（2、3、6和5的單位：450尺；1和4的單位：650尺） |
| 第四期 | T座 - 安富樓 | 1977年   | 各單位面積只有的450尺和650尺的單位 全村最大和最小的單位都在這一期（2、3、6和5的單位：450尺；1和4的單位：650尺） |
| 第四期 | U座 - 樂富樓 | 1977年   | 各單位面積只有的450尺和650尺的單位 全村最大和最小的單位都在這一期（2、3、6和5的單位：450尺；1和4的單位：650尺） |
| 第四期 | V座 - 佳富樓 | 1977年   | 各單位面積只有的450尺和650尺的單位 全村最大和最小的單位都在這一期（2、3、6和5的單位：450尺；1和4的單位：650尺） |
| 第四期 | W座 - 景富樓 | 1977年   | 各單位面積只有的450尺和650尺的單位 全村最大和最小的單位都在這一期（2、3、6和5的單位：450尺；1和4的單位：650尺） |
| 第四期 | X座 - 可富樓 | 1977年   | 各單位面積只有的450尺和650尺的單位 全村最大和最小的單位都在這一期（2、3、6和5的單位：450尺；1和4的單位：650尺） |
| 第四期 | Y座 - 祈富樓 | 1977年   | 各單位面積只有的450尺和650尺的單位 全村最大和最小的單位都在這一期（2、3、6和5的單位：450尺；1和4的單位：650尺） |
| 第四期 | Z座 - 嘉富樓 | 1977年   | 各單位面積只有的450尺和650尺的單位 全村最大和最小的單位都在這一期（2、3、6和5的單位：450尺；1和4的單位：650尺） |

## 商舖
黃埔新邨內有不少街舖，也有小型商場（紅磡商場，由前紅磡戲院改建而成、曾由大型酒樓分拆而成的繽紛購物城，及黃埔108商場）。區內有不少食肆，吸引各區顧客前來光顧。

## 對黃埔新邨的誤解
黃埔新邨第二期（「華」字樓）的中間，有一幢樓高16層，以8個392呎至420呎的雙人小單位為主的住宅大廈名作「德民大廈」，由於四周皆是黃埔新邨14至15層高的住宅大廈，所以不少人都把德民大廈誤解成黃埔新邨的範圍，說成是黃埔新邨的一部份。但其實德民大廈的用地在當年未由城都發展有限公司買入，所以德民大廈原有的地皮於1970年代後期一直空著未發展，直至1980年代初由德民大廈的地產發展商大昌集團買入，1984年1月才落成。所以，德民大廈只是一幢單幢洋樓，不是黃埔新邨的第五期發展區。

## 鄰近住宅
- 黃埔花園
- 紅磡灣中心
- 城中匯
- 都會軒
- 海韻軒
- 半島豪庭
- 海濱南岸
- 蕪湖居
- 御悅

## 資料來源
1. ↑  THE INCORPORATED OWNERS OF PHASE ONE WHAMPOA ESTATE VS EXCEL LINKER INVESTMENT LTD T/A EAST GARDEN SEAFOOD RESTAURANT, 365/2004 LDBM , 10 (HKLdT 2005-07-29).

## 外部連結
- 黃埔新邨地圖 （页面存档备份，存于）
- 黃埔新村的範圍